# جيمس باكل
جيمس باكل (بالإنجليزية: James Puckle)‏ (1667–1724) مخترع إنكليزي ومحامي وكاتب من لندن يُعرف لاختراعه بندقية دفاع أطلق عليها اسم بندقية باكل. يعتبر سلاح متعدد الطلقات يصل إلى تسع طلقات في الدقيقة الواحدة (يعتمد على أي إصدار).بندقية باكل هي واحدة من الأسلحة الأولى المشار إليها باسم مدفع رشاش (على الرغم من أن عملها لا يتطابق مع التعريف الحديث للمصطلح) وتشبه مسدس دوار.
أشهر أعمال باكل الأدبية (النادي: The Club) وهو حوار أخلاقي بين الأب والابن، (أعيد طبعه مؤخرا في عام 1900)

## بندقية باكل
في عام 1718، حصل باكل على براءة اختراعه الجديد (بندقية الدفاع) ويعتبر من أسلحة فلينتلوك ذات الماسورة الواحدة وحامل ثلاثي القوائم، ومزود بقرص دوار للإطلاق المتعدد، صممت لمنع الصعود على متن السفن. يبلغ طول الماسورة حوالي
3 أقدام (0.91 م) وتجويف بعمق 1.25 بوصة (32 مم). وأسطوانة تحمل ستة ذخائر تمكّن من إطلاق 63 طلقة في سبع دقائق. هذا في حين ان الوضع العادي يمكن ان تطلق خمس مرات في الدقيقة.
عرض باكل نسختين من التصميم الأساسي: واحدة معدة للاستخدام ضد الأعداء المسيحيين، تطلق الرصاص المستدير التقليدي، في حين أن البديل الثاني، الذي صمم لاستخدامه ضد الأتراك المسلمين، تطلق الرصاص المربع التي تعتبر أكثر ضررا، وفقا لبراءة للاختراع أقنع الاتراك بفوائد الحضارة المسيحية."
ولفتت بندقية باكل انتباه عددا قليلا من المستثمرين ولكن لم تحقق قط إنتاجا أو مبيعات ضخمة للقوات المسلحة البريطانية. إحداها ذكرت بشكل ساخر في تلك الفترة بعد فشل المشروع التجاري، أن السلاح «لم يصب سوى أولئك الذين يساهمون فيه»
ووفقا لمكتب براءات الاختراع في المملكة المتحدة، في عهد الملكة آن أن القضاة وضعوا شرط لبراءة الاختراع، ذلك انه يجب على المخترع كتابة وصف وطريقة عمل اختراعه.(وكان جيمس باكل من أوائل الذين نفذوا الشرط، وقدم وصف لاختراعه عام 1718 رقم 418.
اشترى جون مونتاغو دوق مونتاغو الثاني، وMaster-General of the Ordnance ‏ 1740-9 اثنتين للبعثة المشؤومة في عام 1722 بغرض الاستيلاء على سانت لوسيا وسانت فنسنت. لاتزال واحدة منهم معروضة في (منزل بوتون) والأخرى في (قصر بوليو), كلاهما ملك مونتاغو سابقا.
هناك نسخة طبق الأصل من بندقية باكل في متحف قرية باكلرز هارد- مقاطعة هامبشير
يدرج كتاب بلاكمور (الأسلحة النارية العسكرية البريطانية 1650-1850) «بندقية باكل النحاسية في برج لندن» كمثال. ويبدوا انها واحدة من بنادق مونتاغو التي استعارها البرج في ذلك الوقت.

## أعماله
- "The Interest of England considered in an essay upon wool, our woolen manufactures, and the improvement of trade : with some remarks upon the conceptions of Sir Josiah Child". (1694)
- "England's interest, or, A brief discourse of the royal fishery in a letter to a friend" (1696)
- "A new dialogue between a burgermaster and an English gentleman" (1697)
- "England's way wealth and honour in a dialogue between and English-man and a Dutch-man". (1699)
- "The club; or, A gray cap for a green head. A dialogue between a father and son". (1713)

## وصلات خارجية
- جيمس باكل على موقع الموسوعة البريطانية (الإنجليزية)